# Swampomyces aegyptiacus
Swampomyces aegyptiacus är en svampart som beskrevs av Abdel-Wahab, El-Shar. & E.B.G. Jones 2001. Swampomyces aegyptiacus ingår i släktet Swampomyces, klassen Sordariomycetes, divisionen sporsäcksvampar och riket svampar.   Inga underarter finns listade i Catalogue of Life.